# قشلاق تومار حاج سعد
قشلاق تومار حاج‌ سعد هي قرية في مقاطعة بارس أباد، إيران. عدد سكان هذه القرية هو 161 في سنة 2006.